# Corynosoma magdaleni
Corynosoma magdaleni är en hakmaskart som beskrevs av Olivier Montreuil 1958. Corynosoma magdaleni ingår i släktet Corynosoma och familjen Polymorphidae. Inga underarter finns listade i Catalogue of Life.